# Christifideles laici
Christifideles laici — апостольський лист Папи Івана Павла ІІ, підписаний у м. Римі 30 грудня 1988 року як збірник доктрини, що випливає з Синоду єпископів 1987 року на тему «Покликання та місія мирян у Церкві та в світі» .
У розповсюдженні католицьких асоціацій та рухів, що відбувалися в період Собору та після нього, важливість документа полягає у вказівці головних доріг участі мирян у житті Церкви, зокрема, документ вказує на необхідні критерії церковності (№ 30) для рухів та об'єднань віруючих.

## Зміст
- Вступ (№ 1-7)
- Розділ I — Я виноградна лоза, а ви гілки — гідність мирян вірних Церкві-Тайні (№ 8-17)
- Розділ II — Усі гілки однієї лози — сопричастя мирян у житті Церкви (№ 18-31)
- Глава III — Я мав на увазі вас, щоби ви приносили плід — співвідповідальність мирян-віруючих за місію Церкви (№ 32-44)
- Розділ IV — Працівники виноградника Господа — добрі розпорядники багатогранної благодаті Божої (№ 45-56)
- Глава V — Чому приносять більше плодів — формування віруючих мирян (№ 57-64)

## Служби та обов'язки мирян
У розділі про службу та обов'язки мирян зазначено:
|  | Місія спасіння Церкви у світі реалізується не тільки служителями на основі Таїнства Священства, а й усіма мирянами. Хрещені і через своє специфічне покликання вони беруть участь у священицькому, пророчому і царському служінні Христа в тій мірі, яка підходить усім. Ось чому пастухи повинні визнавати та сприяти служінню, обов'язкам та функціям мирян. Вони мають свою сакраментальну основу у Хрещенні та підтвердженні, а часто й у Шлюбі. |

Іван Павло ІІ та згаданий Синод єпископів мали намір відповісти на численні прохання єпископів, священиків та мирян. Лист також призначений для відображення нових форм душпастирської праці мирян у церкві. Миряни були «покликані Богом виконати своє своєрідне завдання, керуючись духом Євангелія, і сприяти освяченню світу зсередини, немов би, і перш за все через свідчення свого життя, у пишності віри, надії та любові Христа, щоби інформувати про це».
Другий Ватиканський Собор вже висловився, що місія мирян настільки необхідна, «що без цього апостолат пастухів зазвичай не може бути повністю ефективним». «Christifideles laici» додає до цього, що всі служби та харизми, оскільки вони різні та взаємодоповнюють одне одного, «кожний у своєму роді, необхідний для зростання Церкви». Миряни особливо брали участь у своїх парафіях раніше та зараз за пробудження місіонерської енергійності щодо невіруючих та віруючих, які частково або повністю відмовилися від релігійної практики".

## Харизмати
Апостольський лист наголошує на важливості різних харизм як дарів Святого Духа, які можуть бути «надзвичайними або смиренними та простими» (№ 24). У Церкві необхідне вдячне прийняття харизм, а також їх відмінність: «Судження про їхню справжність та впорядковане використання дається тим, хто керує Церквою, і хто має особливий обов'язок не стирати духу, але перевірити все і зберегти добро» (№ 24).
Отці Другого Ватиканського Собору повторили запрошення Христа піти до його винограднику та працювати. «Ви теж» — адресовано не тільки єпископам, священикам та ченцям, миряни «особисто покликані Господом, і вони отримують від нього місію для Церкви та для світу». Перший простір для соціального залучення особистості та «колиска життя».